# Apoptosoma

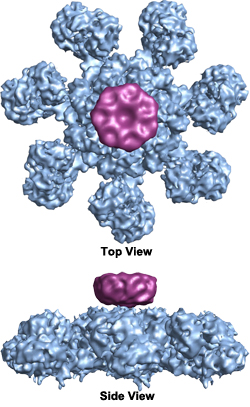
Estructura en tres dimensones del complejo apostosoma-CARD.

El Apoptosoma es un complejo implicado en el proceso de apoptosis por vía intrínseca. Este complejo surge de la unión de la proteína Apaf-1 (factor de activación de la apoptosis) con el citocromo c. El apoptosoma produce la activación de la procaspasa 9, para dar lugar a la caspasa 9. Se producen una serie de activaciones en cascada hasta llegar a la caspasa 3, la cual se encarga de la activación de CAD (desoxirribonucleasa) separándolo del inhibidor ICAD. CAD induce la fragmentación de DNA que conduce a la muerte celular por apoptosis.